# T.a.p.
t.a.p.(タップ、Takarazuka Angel Project)は、1996年に当時の宝塚歌劇団研究科一年生により、結成されたグループ。

## 概要
- メンバーは速水リキ(花組)、月船さらら(月組)、華宮あいり(雪組)、月丘七央(星組)の4名が当時の所属している組から1名ずつ選抜された。
- 1997年の第2弾CMとCDには、沢樹くるみ(花組)西條三恵(月組) 紺野まひる(雪組)斐貴きら(星組)が参加。(組はいずれも当時)
- 1998年のCMには一期下の彩乃かなみ(当時花組所属)が出演した。
- 1998年には5組化に伴い新設された宙組に4人全員に集約されたが、2枚のCDリリース以外に大きな活動は見られないまま、2003年に華宮あいり、2004年に速水リキ、2005年に月船さらら、2006年に月丘七央が宝塚歌劇団を退団。

## 活動内容

### テレビ出演
- 1998年3月7日、「宝塚スターの小部屋」第64回
- 1999年3月11日、MXテレビ「レインボー・カフェ」#16

### CM出演
- LION「Hair」

### CD
- 1996年11月25日「Angel's COMING」(久保こーじプロデュース)　作詞：前田たかひろ　作曲・編曲：久保こーじ
- 1997年7月16日「My Fair Angel」作詞：松本武史　作曲：野田雪文　編曲：上野圭市
- 1998年2月21日「夢で何度でも(C/W 恋よりもっと)」両曲とも作詞：及川眠子　作曲：上野圭市
- 1998年11月6日「MELODY ～あなたしか見えない～ [作詞・作曲・編曲：田島浩二]
  - (C/W Groovy Dance [作詞：田島浩二　作曲・編曲：廣樹輝一])
  - (C/W My Evolution [作詞・作曲：田島浩二　編曲：廣樹輝一])
  - (C/W t.a.p. -Special Talk-)」